# Broughtonia negrilensis
Broughtonia negrilensis är en orkidéart som beskrevs av Jack Archie Fowlie. Broughtonia negrilensis ingår i släktet Broughtonia och familjen orkidéer.
Artens utbredningsområde är Jamaica. Inga underarter finns listade i Catalogue of Life.